# Arteria gástrica izquierda
La arteria gástrica izquierda es una arteria que se origina en el tronco celíaco.

## Recorrido y distribución
Tras originarse en el tronco celíaco, se dirige primero hacia arriba, algo a la izquierda y hacia delante, para después describir una concavidad hacia abajo para alcanzar la porción superior de la curvatura menor del estómago, a la que distribuye sangre. Aquí termina bifurcándose en una rama anterior y otra posterior.
Encontrándose en la parte posterior del vestíbulo de la transcavidad de los epiplones, en el arco que forma al pasar de ser posterior a anterior esta arteria levanta el pliegue gastropancreático, para posteriormente penetrar en el omento menor o epiplón menor; es acompañada por su vena y por los ramos provenientes del nervio vago, del plexo celíaco y de los linfáticos, y aquí emite sus 4 ramas colaterales, que son:
1. Una rama hepática para el lóbulo izquierdo del hígado.
2. La arteria gastroesofágica anterior, que proporciona ramas para las 2 caras del cardias y el fundus gástrico que se anastomosan con las arterias gástricas cortas.
3. Ramas esofágicas inferiores, que ascienden por el esófago, atraviesan el hiato esofágico del diafragma y se anastomosan con las arterias esofágicas medias.
4. Ramas gástricas.

Entre sus ramas terminales proporcionan dos arterias gástricas que siguen la curvatura menor del estómago, una anterior y otra posterior, contenidas en el omento menor muy cerca del estómago; la rama posterior se anastomosa por inosculación con una rama de la arteria gástrica derecha.
Otra versión: Sus dos ramas terminales se anastomosan con dos ramas homólogas de la arteria gástrica derecha, tradicionalmente conocida como arteria pilórica, que irriga la porción inferior del estómago.

## Ramas
Según el Diccionario enciclopédico ilustrado de medicina Dorland, 27.ª edición, emite ramos para el cardias y el esófago y una arteria para el fundus gástrico o tuberosidad mayor del estómago.

### Ramas en la Terminología Anatómica
La Terminología Anatómica recoge las siguientes ramas:
A12.2.12.014 Ramas esofágicas de la arteria gástrica izquierda (rami oesophageales arteriae gastricae sinistrae).
RAMA HEPÁTICA. Para el lóbulo izquierdo del hígado.
RAMA GASTROESOFÁGICA ANTERIOR. 
RAMAS ESOFÁGICAS INFERIORES.
RAMAS GÁSTRICAS.

## Patología
En términos de enfermedad, la arteria gástrica izquierda puede estar implicada en la úlcera péptica: si una úlcera erosiona a través de la mucosa gástrica hasta una rama de la arteria, esta puede ocasionar una pérdida masiva de sangre hacia el estómago, que puede dar lugar a síntomas como la hematemesis o la melena.

## Imágenes adicionales
|  |  |  |
|  |  |  |